# Universität Korsika Pasquale Paoli
Die Universität Korsika Pasquale Paoli (Französisch Université de Corse Pascal Paoli, Korsisch Università di Corsica Pasquale Paoli) ist eine nach Pasquale Paoli benannte, staatliche, französische Universität auf der Insel Korsika.

## Geschichte
Sie wurde 1981 wieder gegründet und sieht sich in der Tradition der ersten Universität Korsikas, die von 1765 bis 1769 bestand. Im Jahr 2008 wurde die Föderation für Umwelt- und Sozialforschung der Universität gegründet.
Es bestehen Campi in Corte, Ajaccio, Bastia und Cargèse.

## Fakultäten und Studienrichtungen
An der Universität von Korsika bestehen acht Fakultäten. Dazu gehören die Rechts-, Sozial- und Wirtschaftswissenschaftliche Fakultät, die Fakultät für Literatur, Sprachen, Kunst und Geisteswissenschaften, die Fakultät für Naturwissenschaften und Technik, das Universitäre Institut für Gesundheit (IUS), das Universitäre Institut für Technologie (IUT), die Ingenieurschule Paoli Tech, die Schule für Unterricht und Erziehung (ESPE) sowie die Hochschule für Management (IAE).
Die Universität bietet vier Studienschwerpunkte an. Diese umfassen Kunst, Literatur und Sprachen; Recht, Wirtschaft und Management; Human- und Sozialwissenschaften sowie Naturwissenschaften, Technik, Gesundheit und Sport. Die Universität Korsika verfügt über eine Doktorandenschule.

## Alumni
- Gilles Simeoni, französischer Rechtsanwalt und korsisch-nationalistischer Politiker